# Олив
Олив (на английски: Olive) са английска електронна/трип-хоп група, създадена през 1994, а от 2001 година насам без каквато и да е активност. Нейни създатели и членове са продуцента, инструменталист и текстописец Тим Келет, продуцента и кийбордист Робин Тейлър-Фърт и певицата Рут-Ан Бойл. Групата издава два албума, като вторият е без участието на Тейлър-Фърт. Впоследствие Olive установява всякаква активност без да обявява официално разпадане.

## История
След излизането на изключително успешния албум на Симпли ред „Stars“, Тим Келет, тогава тромпетист, който е последният останал от оригиналния начален състав на групата я напуска, за да търси собствена реализация. Същевременно Робин Тейлът-Фърт напуска техно/хип-хоп проекта Nightmares on Wax. Двамата се запознават чрез общ приятел, който току-що е станал басист на Симпли ред, и веднага създават собствена музикална формация.
През 1994 три демо записа са записани в частното студио на Келет: „Miracle“, „Falling“ и „You're Not Alone“. Въпрос на време е да намерят и подходящият изпълнител. Докато търсят вокалист за групата Келет тръгва на турне с групата The Durutti Column, с която той е свирил преди да се присъедини към Симпли ред. Обработвайки предварително записани семпли Келет се натъква на записи на Рут-Ан Бойл, която участва в албума на The Durutti Column „Sex and Death“, издаден през 1994.
Тим Келет толкова харесва записаните семпли на Бойл, че веднага се свързва с нея предлагайки ѝ да бъде прослушана. По това време Рут-Ан Бойл работи в един бар, отказала се от музикална кариера след поредица от неуспехи на нейни музикални начинания с други формации. В крайна сметка се явява на прослушването и бързо става член на Olive. Окончателните записи на демотата привличат вниманието на няколко звукозаписни компании и семптември 1995 Olive подписват договор с RCA.
Първият им студиен албум „Extra Virgin“ е завършен и издаден в началото на 1996. Пилотният сингъл от албума „You're Not Alone“ излиза през 1996, но му отнема почти година докато набере популярност в родната Великобритания. Това става едва след излизането на нова ремиксирана версия, от която са продадени 500 000 копия. В Щатите и Австралия песента така и не успява да пробие и остава сравнително малък хит и в двете страни. След успеха на преиздадената ремиксирана версия на „You're Not Alone Olive“ издават наново „Extra Virgin“, но този път с допълнителен диск, включващ ремикси на песните от оригиналното издание.
Olive тръгват на промоционално турне във Великобритания и Германия, участвайки също така и в три издания на Top of the Pops. По време на записите на следващия албум Тейлър-Фърт напуска групата, за да се върне в предишната си група Nightmares on Wax. Пак по същото време RCA прекратява договора си с Olive, но на дуото веднага е предложен нов договор, този път от Maverick Records, която тогава е под прякото управление на Мадона.
През 2000 година е издаден вторият им студиен албум Trickle, който като цяло запазва познатото от дебюта им звучене, но включва по-клубно ориентирани ритми. Най-известната песен от този албум е кавърът на I'm Not in Love на 10cc, който достига първа позиция в Билборд Hot Dance Music/Club Play и е включена във филма „Почти идеално“ (The Next Best Thing).
Съдбата на Olive е подобна на тази на много други трип-хоп групи, които след забележителния бум на този стил през 90-те губят популярност и се разпадат. След издаването на втория си албум групата прекратява активност за неопределено време, всеки от членовете заемайки се със собствена дейност. Тим Келет се занимава основно с писане на песни за други изпълнители, за да може да прекарва повече време със семейството си. Рут-Ан Бойл се присъединява към немския ню ейдж проект Енигма като вокалистка, участвайки в албумите „The Screen Behind the Mirror“ и „Voyageur“. На 4 юни 2007 излиза първият самостоятелен студиен албум на Бойл „What About Us ?“, издаден в iTunes.

## Дискография

### Албуми
- 1996 – Extra Virgin (RCA)
- 2000 – Trickle (Maverick)

### Сингли
- 1996 – „Miracle“ (RCA)
- 1996 – „You're Not Alone“ (RCA)
- 1997 – „Miracle“ (remix) (RCA)
- 1997 – „You're Not Alone“ (remix) (RCA)
- 1997 – „Outlaw“ (RCA)
- 2000 – „I'm Not in Love“ (Maverick)[13]